# Аламданґа
Аламданґа (англ. Alamdanga, бенг. আলমডাঙ্গা) — упазіла та місто в окрузі Чуаданґа в Бангладеш.